# 31982 Johnwallis
31982 Johnwallis este o planetă minoră (asteroid), cu un diametru de 4,814 km, din centura de asteroizi. A fost descoperită pe 30 aprilie 2000 la Prescott Observatory⁠(d) de Paul G. Comba⁠(d) și a fost numită după John Wallis. 
Obiectul prezintă o orbită caracterizată de o semiaxă mare de 3,1996466 UAi, o excentricitate de 0,15, o înclinație de 2,2524 ° în raport cu ecliptica.